# Olean, New York
Olean är en stad (city) i Cattaraugus County i delstaten New York. Vid 2020 års folkräkning hade Olean 13 932 invånare.

## Kända personer från Olean
- Jeff Fahey, skådespelare
- Louis Zamperini, friidrottare